# دوري غويانا الفرنسية لكرة القدم 2010–11
دوري غويانا الفرنسية لكرة القدم 2010–11 هو موسم من دوري غويانا الفرنسية لكرة القدم. فاز فيه US de Matoury ‏.